# Електронна пара
Електро́нна па́ра — два електрони в складі атома або молекули, які займають орбіталі, що відрізняються тільки напрямком спіну.
Електронна пара може брати участь в утворенні зв'язку (зв'язуюча електронна пара) або залишатись незв'язаною (неподілена, або вільна, електронна пара — lone, або nonbonding electron pair), зумовлюючи в певних випадках основність частинки.
Виходячи з принципу Паулі, хвильові функції електронів в одноелектронному наближенні повинні відрізнятися, а, отже, мати різні квантові числа. Одним із квантових чисел електронної орбіталі є проєкція спіну. Два електрони, в яких усі інші квантові числа крім проєкції спіну, однакові, утворюють електронну пару й їх називають спареними.
Спарені електрони можуть належати одному атому. Такими зокрема є електрони внутрішніх оболонок. Електрони валентної оболонки теж можуть бути спареними. Електронні пари валентної оболонки атома називають відокремленими парами (англ. lone pair). Наприклад, в атома Хлору на зовнішній оболонці є дві самітні пари й один неспарений електрон.
Спарені електрони можуть також займати молекулярну орбіталь, що належить різним атомам однієї молекули. Такі пари утворюють ковалентні зв'язки між атомами.